# Amanitin

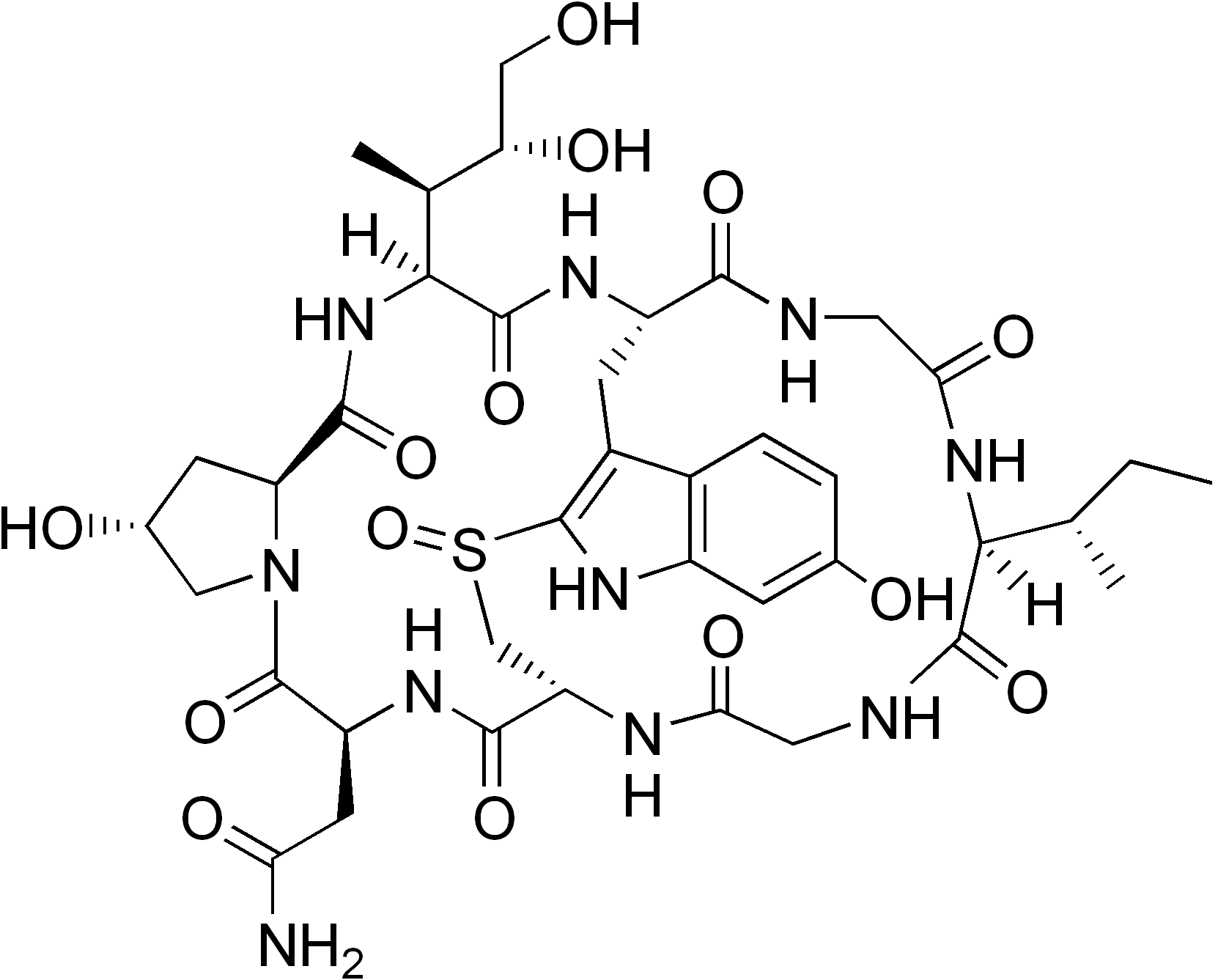
Strukturformel för amanitin.

Amanitin är en giftig kemisk förening som förekommer i många flugsvampar och i vissa fjällskivlingar som släktet Lepiota. Giftet förstörs inte vid kokning och kan bland annat orsaka svåra skador på hepatocyterna i levern. Amanitin kommer att påverka transkriptionen och proteinbildningen då den inhiberar RNA-polymeras II, vilket behövs för att skapa mRNA. 